# Rincón Grande, Delstaten Mexiko
Rincón Grande är en ort i Mexiko.   Den ligger i kommunen Tlatlaya och delstaten Mexiko, i den södra delen av landet, 170 km sydväst om huvudstaden Mexico City. Rincón Grande ligger 455 meter över havet och antalet invånare är 502.
Terrängen runt Rincón Grande är varierad. Runt Rincón Grande är det ganska glesbefolkat, med 43 invånare per kvadratkilometer. Närmaste större samhälle är Arcelia, 15,9 km söder om Rincón Grande. Omgivningarna runt Rincón Grande är en mosaik av jordbruksmark och naturlig växtlighet.